# NGC 7445
NGC 7445 (również PGC 70178) – galaktyka eliptyczna (E-S0), znajdująca się w gwiazdozbiorze Andromedy. Odkrył ją Édouard Jean-Marie Stephan 23 października 1878 roku.